# The Reworks (álbum de Pendulum)
The Reworks es un álbum de remezclas de la banda australiana-británica Pendulum. Fue lanzado el 29 de junio de 2018 a través del sello discográfico Earstorm. A pesar de ser anunciado como álbum nuevo a principios de 2018, el álbum entero contiene versiones remezcladas de canciones que ya han aparecido previamente en sus tres álbumes de estudio Hold Your Colour, In Silico e Immersion, o canciones que habían sido lanzadas como sencillos o Lados B.

## Lista de canciones
| N.º | Título                                                      | Duración |  |
| 1.  | «Hold Your Colour» (Noisia Remix)                           | 5:24     |  |
| 2.  | «Blood Sugar» (Knife Party Remix)                           | 4:04     |  |
| 3.  | «9,000 Miles» (Eelke Kleijn Remix)                          | 8:21     |  |
| 4.  | «The Island, Pt. I (Dawn)» (Skrillex Remix)                 | 3:29     |  |
| 5.  | «Propane Nightmares» (Grabbitz Remix)                       | 3:53     |  |
| 6.  | «Crush» (Devin Townsend Remix)                              | 4:38     |  |
| 7.  | «Tarantula» (Icarus Remix; ft. DJ Fresh, Spyda & Tenor Fly) | 6:38     |  |
| 8.  | «Witchcraft» (Pegboard Nerds Remix)                         | 3:21     |  |
| 9.  | «Watercolour» (Matrix & Futurebound Remix)                  | 5:30     |  |
| 10. | «The Island, Pt. I (Dawn)» (AN21 Remix)                     | 3:56     |  |
| 11. | «Still Grey» (DJ Seinfeld Remix)                            | 5:13     |  |
| 12. | «Vault» (Moby Remix)                                        | 6:43     |  |
| 13. | «Streamline» (ATTLAS Remix)                                 | 3:49     |  |

## Posicionamiento en listas
| Listas (2018)                       | Mejor posición |
| ----------------------------------- | -------------- |
| Australia (ARIA)                    | 29             |
| Reino Unido (UK Albums Chart)       | 61             |
| Reino Unido (UK Dance Albums)       | 3              |
| Reino Unido (UK Independent Albums) | 8              |